# Šport u 1995.
◄◄ | ◄ | 1992. | 1993. | 1994. | 1995.  | 1996. | 1997. | 1998. | ► | ►►
Arhitektura • Astronautika • Astronomija • Biologija • Film • Fotografija • Glazba • Kazalište • Kemija • Kiparstvo • Knjige • Književnost • Kršćanstvo • Meteorologija • Medicina • Planinarstvo • Politika • Pravo • Promet • Slikarstvo • Strip • Šport • Televizija • Znanost • Zrakoplovstvo • Željeznički promet
Šport u 1995.

## Svijet

### Natjecanja

#### Svjetska natjecanja
- Od 7. do 21. svibnja – Svjetsko prvenstvo u rukometu na Islandu: prvak Francuska
- Od 5. do 17. prosinca – Svjetsko prvenstvo u rukometu za žene u Austriji i Mađarskoj: prvak Južna Koreja

#### Kontinentska natjecanja

##### Europska natjecanja
- Od 21. lipnja do 2. srpnja – Europsko prvenstvo u košarci u Grčkoj: prvak SR Jugoslavija
- Od 18. do 27. kolovoza – Europsko prvenstvo u vaterpolu u Beču u Austriji: prvak Italija

## Hrvatska i u Hrvata

### Smrti
- 19. siječnja – Petar Goić, hrvatski i čileanski atletičar (* 1896.)
- 18. studenoga – Branko Kallay, hrvatski atletičar (*  [[Šport u 1908.|1908.])

## Vanjske poveznice
|  | Zajednički poslužitelj ima još gradiva o temi Šport u 1995. |